# Podocarpus salignus
Espèce
Statut de conservation UICN

 VU  : Vulnérable
Podocarpus salignus est une espèce de plantes de la famille des Podocarpacées.